# Earwig e la strega
Earwig e la strega (Earwig and the Witch) è un romanzo fantasy del 2011 scritto dalla britannica Diana Wynne Jones. Si tratta di uno degli ultimi romanzi dell'autrice, morta pochi giorni prima dell'uscita nelle librerie britanniche. Dal romanzo lo Studio Ghibli nel 2020 ha prodotto un film omonimo in animazione CGI, per la regia di Gorō Miyazaki.

## Trama
Nonostante gli orfanotrofi abbiano una brutta fama, Earwig al St. Morwaid si è sempre trovata bene fin da quando vi è stata accolta da molto piccola. Tutto però finisce il giorno che Earwig viene adottata da Bella Yaga e Mandragora, una strana coppia che abita in una casa ancora più strana, dove si trovano libri di magia e stanze segrete. La bambina non ci mette molto a capire che la donna che l'ha adottata è una strega e che Mandragora è un demone, ma aguzzando l'ingegno riuscirà ad uscire da quello che potrebbe diventare un incubo.

## Adattamento cinematografico
Nel 2020 lo Studio Ghibli ha realizzato una versione animata del romanzo uscita nei cinema l'anno successivo e diretta da Gorō Miyazaki. Si tratta del secondo adattamento dello studio giapponese di un'opera dell'autrice dopo Il castello errante di Howl.

## Edizioni
- Diana Wynne Jones, Earwig e la strega, traduzione di Valentina Daniele, illustrazioni di Miho Satake, Milano, Salani, 2017, ISBN 978-8869180521.